# Ганжа Людмила Степанівна
Людмила Степанівна Ганжа́ (нар. 11 жовтня 1926, Тамарівка — пом. 2 січня 2005, Київ) — українська художниця килимів; член Спілки радянських художників України з 1974 року.

## Біографія
Народилася 11 жовтня 1926 року в селі Тамарівці (нині Чернігівський район Чернігівської області, Україна). 1950 року закінчила Київське училище прикладного мистецтва, де її викладачами зокрема були Наталія Вовк, Пелагея Глущенко, Сергій Колос.
Після здобуття фахової освіти працювала у художніх артілях. Член КПРС з 1953 року. З 1956 року — працівник центральної художньо-експериментальної лабораторії. Жила в Києві, в будинку на проспекті Генерала Ватутіна, № 8г, квартира 1. Померла в Києві 2 січня 2005 року.

## Творчість
Працювала в галузі декоративно-ужиткового мистецтва (художній текстиль). Використовуючи традиції народного килимарства різних етнографічних районів України, створила малюнки для килимів, зокрема:
- «Полтавський» (1961);
- «Чорнобривці» (1969);
- «Першоцвіт» (1969);
- «Верховина» (1969);
- «Київський» (1970);
- «Льонок» (1970);
- «Цвітіння» (1971);
- «Черемош» (1971);
- «Мавка» (1971);
- «Кути» (1973);
- «Хрещатий» (1974);
- «Весна золота» (1974).

Значне місце у її творчості відведено шевченкіані; а саме килими:
- «Мені тринадцятий минало» (1964);
- «Роботящим рукам, неспокійним умам» (1964);
- «Садок вишневий коло хати» (1965).

Деякі роботи художниці зберігаються у Київському музеї українського народного декоративного мистецтва.